# Louis Pergaud (bokser)
Louis Pergaud Ngatchou (ur. 14 sierpnia 1950) – kameruński bokser kategorii półciężkiej.

## Kariera zawodowa
Jako zawodowiec zadebiutował 31 stycznia 1977. Do końca 1979 r. stoczył 18 walk, z których wygrał 17 i 1 przegrał. W tym czasie pokonał byłych pretendentów do tytułów światowych – Toma Bethea oraz Lonniego Bennetta.
11 maja 1980 r. dostał szansę walki o mistrzostwo świata WBC w wadze półciężkiej. Jego rywalem był Matthew Saad Muhammad, który bronił tytułu po raz 3. Przez pierwsze 4 rundy pojedynek był wyrównany. W 5 rundzie, Pergaud był liczony po lewym sierpowym na korpus. Kameruńczyk wstał, ale sędzia postanowił przerwać pojedynek, ogłaszając zwycięstwo mistrza przez techniczny nokaut.
Po porażce z Muhammadem stoczył jeszcze na ringu 29 pojedynków, z których wygrał zaledwie 12, walcząc w kategorii półciężkiej i ciężkiej. W 1986 r. odniósł jeszcze dwa cenne zwycięstwa. W lutym pokonał wielokrotnego mistrza europy wagi ciężkiej, Luciena Rodrigueza, a w maju niepokonanego Sammy'ego Reesona. 4 kwietnia 1987 roku stoczył ostatnią walkę, remisując z Michaelem Simuwelu. Po zakończeniu kariery powrócił do Kamerunu i zamieszkał w Bangangté.